# プレタポルテ (映画)
『プレタポルテ』（Prêt-à-Porter）は1994年製作のアメリカ映画である。

## 作品概要
ロバート・アルトマン監督。パリコレを舞台に、デザイナーやカメラマン、モデルなどのファッション業界の人々と、それを取材するファッションマスコミの人々をシニカルに描く群像劇コメディ。
実際にコレクション会場にカメラが入っており、ジャン＝ポール・ゴルチエ、ニコラ・トラサルディ、クリスチャン・ラクロワ、ソニア・リキエル、三宅一生、クロード・モンタナ、ジャンフランコ・フェレなどのデザイナー。ナオミ・キャンベル、ヘレナ・クリステンセン、クラウディア・シファー、クリスティー・ターリントン、カーラ・ブルーニなどのスーパーモデル、エルサ・クレンシュなどのファッションジャーナリストが出演している。
またシェール、ハリー・ベラフォンテ、デヴィッド・カッパーフィールド、ビョーク、川原亜矢子などの各種有名人も実名役でカメオ出演している。

## ストーリー
ロシアのモスクワのデパートにあるクリスチャン・ディオールのブティックで、第二次世界大戦後にイタリアから亡命し、今はしがない仕立屋として生計を立てていたセルゲイ・オブローモフが、2組の青いネクタイを購入した。
その後、フランスのファッション業界の大御所で、妻のイザベラとの不仲と業界内での悪名で知られるプレタポルテ協会会長のオリヴィエ・ド・ラ・フォンテーヌは、「このネクタイを着けてシャルル・ド・ゴール国際空港に迎えに来て欲しい」というメッセージが入った郵便を受け取る。指定の時間に空港に迎えに行くと、パリコレクションを前に世界中からパリに向けてやって来たファッションデザイナーや、それを取材するマスコミがそこかしこにおり、当然のことながら、ド・ラ・フォンテーヌもそのうちの1人であるキティ・ポッターから急遽取材を受けることになるが、それを押しのけ、自分が着けているのと同じ青いネクタイを着けたオブローモフと2人きりで出会うことに成功する。
旧知のオブローモフとの謎めいた再会に驚くド・ラ・フォンテーヌが、空港内のカフェでサンドウィッチを購入した後、2人で迎えのメルセデス・ベンツ・600でパリ市内に向かう。しかし、パリ市内で渋滞に巻き込まれた車内でサンドウィッチを食べながらオブローモフと話していたオリヴィエが、突然サンドウィッチを喉に詰まらせ急死する。

## キャスト
※括弧内は日本語吹替
- セルゲイ・オブローモフ - マルチェロ・マストロヤンニ（羽佐間道夫）
- イザベラ・ド・ラ・フォンテーヌ - ソフィア・ローレン（谷育子）
- シモーヌ・ローヴェンタル - アヌーク・エーメ（前田敏子）
- オリヴィエ・ド・ラ・フォンテーヌ - ジャン＝ピエール・カッセル（小山武宏）
- キティ・ポッター - キム・ベイシンガー（幸田直子）
- マイロ・オブラニガン - スティーヴン・レイ（牛山茂）
- ソフィー - キアラ・マストロヤンニ（深雪さなえ）
- ジャック・ローヴェンタル- ルパート・エヴェレット（平田広明）
- フィオーナ・ウルリッヒ - リリ・テイラー（岡本嘉子）
- スリム・クライスラー - ローレン・バコール（藤生聖子）
- ジョー・フリン - ティム・ロビンス（江原正士）
- アン・アイゼンハウアー - ジュリア・ロバーツ（高島雅羅）
- ニーナ編集長 - トレイシー・ウルマン（有馬瑞香）
- サイ・ビアンコ - フォレスト・ウィテカー（稲葉実）
- コート・ロムニー - リチャード・E・グラント（大滝進矢）
- レジーナELLE編集長 - リンダ・ハント（京田尚子）
- フォルジェ警視 - ミシェル・ブラン（岩田安生）
- タンピ警視 - ジャン・ロシュフォール（中村秀利）
- メジャー・ハミルトン - ダニー・アイエロ（小関一）
- アルベルティーヌ - ウテ・レンパー（さとうあい）
- ピラール - ロッシ・デ・パルマ（中澤やよい）
- ルイーズ・ハミルトン - テリー・ガー
- シシー・ワナメイカー - サリー・ケラーマン（一城みゆ希）
- クリント・ラムロー - ライル・ラヴェット（秋元羊介）

## 登場ブランド
- イッセイ・ミヤケ
- イネス・ド・ラ・フレサンジュ
- ブルガリ
- トラサルディ
- ジャンフランコ・フェレ
- ソニア・リキエル
- クリスチャン・ディオール
- シャルヴェ
- ジャン＝ポール・ゴルチエ
- クリスチャン・ラクロワ
- クロード・モンタナ

## 楽曲

### サウンドトラック収録曲
1. Here Comes The Hotstepper (HEARTICAL MIX) / アイニ・カモーゼ
2. My Girl Josephine / スーパーキャット
3. Here We Come / ソルト・ン・ペパ
4. Natural Thing / Mピープル
5. 70's Love Groove / ジャネット・ジャクソン
6. Jump On Top Of Me / ローリング・ストーンズ
7. These Boots Are Made for Walkin' / サム・フィリップス
  - ナンシー・シナトラのカヴァー曲。
8. Pretty(REMIX) / ザ・クランベリーズ
9. Marhta / ディープ・フォレスト
10. Close To You / ブランニュー・ヘヴィーズ
11. Keep Givin' Me Your Love (WEST END MIX) / シーシー・ペニストン
12. Get Wild / ザ・ニュー・パワー・ジェネレーション
  - ザ・ニュー・パワー・ジェネレーションはプリンス率いるグループ。この時期のプリンスは自身の名を例の読めない記号にしていた。
13. Supermodel Sandwich / テレンス・トレント・ダービー
14. Lemon (PERFECTO MIX) / U2

### 主なサントラ未収録曲
- ジャック・オッフェンバック作曲：歌劇『ホフマン物語』Les contes d'Hoffmannより「ホフマンの舟歌」Barcarolle (デザイナーたちの集合写真撮影用のBGM音楽)
- ピチカート・ファイヴ「Twiggy Twiggy」 (イッセイ・ミヤケのコレクション・シーン)
- Björk Guðmundsdóttir & tríó Guðmundar Ingólfssonar(ビョーク)「Ruby Baby」 (1990年のアルバム「Gling-Gló」収録)
- k.d.ラング&ザ・リクラインズ「ガット・ザ・ブル・バイ・ザ・ホーンズ」 (1987年のアルバム「エンジェル・ウィズ・ア・ラリアット」より)
- ギルバート＆サリヴァン：オペレッタ「ペンザンスの海賊」The Pirates of Penzance より「Pray Observe the Magnanimity」と「Poor wandering one」 (リチャード・E・グラント扮するコート・ロムニーのコレクション・シーン)
- ロバート・パーマー「恋におぼれて」Addicted to Love (1985年のアルバム「リップタイド」より)
- エディット・ピアフ「アコーデオン弾き」L'accordeoniste
- エディット・ピアフ「かわいそうなジャン」La goualante du pauvre Jean
- グレイス・ジョーンズ「ばら色の人生」La vie en rose (ピアフ＆ルイギ作) (77年のアルバム「ポートフォリオ」Portfolioより) エンディング・テーマ